# Secaucus
Secaucus és una població dels Estats Units a l'estat de Nova Jersey. Segons el cens del 2008 tenia 15.372 habitants.

## Demografia
Segons el cens del 2000, Secaucus tenia 15.931 habitants, 6.214 habitatges, i 3.945 famílies. La densitat de població era de 1.044,3 habitants/km².
Dels 6.214 habitatges en un 25,7% hi vivien nens de menys de 18 anys, en un 49,2% hi vivien parelles casades, en un 10,7% dones solteres, i en un 36,5% no eren unitats familiars. En el 31,6% dels habitatges hi vivien persones soles el 12,8% de les quals corresponia a persones de 65 anys o més que vivien soles. El nombre mitjà de persones vivint en cada habitatge era de 2,41 i el nombre mitjà de persones que vivien en cada família era de 3,08.
Per edats la població es repartia de la següent manera: un 19,2% tenia menys de 18 anys, un 6,4% entre 18 i 24, un 33,5% entre 25 i 44, un 24,8% de 45 a 60 i un 16,1% 65 anys o més.
L'edat mediana era de 40 anys. Per cada 100 dones de 18 o més anys hi havia 94,2 homes.
La renda mediana per habitatge era de 59.800 $ i la renda mediana per família de 72.568 $. Els homes tenien una renda mediana de 49.937 $ mentre que les dones 39.370 $. La renda per capita de la població era de 31.684 $. Aproximadament el 3,9% de les famílies i el 7,6% de la població estaven per davall del llindar de pobresa.

## Poblacions més properes
El següent diagrama mostra les poblacions més properes.